# Conceição Lima

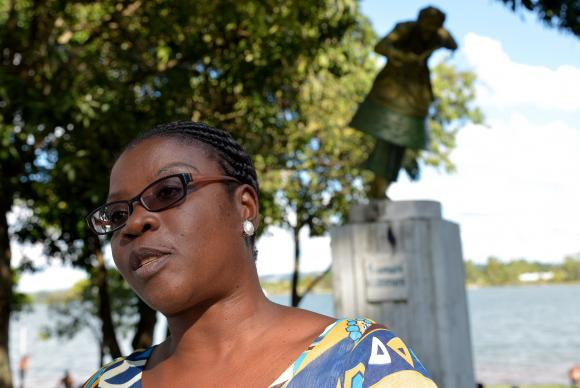

Conceição Lima (ur. 8 grudnia 1961 w Santanie) – poetka z Wysp Świętego Tomasza i Książęcej.
Studiowała dziennikarstwo w Portugalii, potem przebywała w Londynie, pracując jako dziennikarka w portugalskojęzycznej BBC, a także studiując afrykanistykę i literaturę luzobrazylijską. W 1993 roku założyła, w swoim ojczystym kraju, niezależny tygodnik O País Hoje, potem pracowała w lokalnej telewizji TVS. Pierwszy tom jej poezji, zatytułowany O útero da casa został opublikowany w 2004 roku.    

## Twórczość
- O útero da casa 2004
- A dolorosa raíz do Micondó 2006
- O país de Akendenguê 2011